# Капри (Напуљ)
Капри (итал. Capri) је насеље у Италији у округу Напуљ, региону Кампанија.
Према процени из 2011. у насељу је живело 6770 становника. Насеље се налази на надморској висини од 142 м.

## Становништво
| 1931. | 1936. | 1951. | 1961. | 1971. | 1981. | 1991. | 2001. | 2011. |
| ----- | ----- | ----- | ----- | ----- | ----- | ----- | ----- | ----- |
| 5.189 | 5.371 | 6.209 | 7.266 | 7.723 | 7.479 | 7.075 | 7.064 | 6.831 |